# Kungen & älskarinnan
Kungen & älskarinnan (engelska: Restoration) är en amerikansk historisk dramafilm från 1995 i regi av Michael Hoffman. Filmen är baserad på Rose Tremains roman Nåd och onåd från 1991. I huvudrollen som medicinstudenten Robert Merivel ses Robert Downey, Jr.

## Rollista i urval
- Robert Downey, Jr. - Robert Merivel
- Sam Neill - Kung Karl II
- David Thewlis - John Pearce
- Polly Walker - Celia Clemence
- Meg Ryan - Katharine
- Ian McKellen - Will Gates
- Hugh Grant - Elias Finn
- Ian McDiarmid - Ambrose
- Benjamin Whitrow - Merivels far
- Mary MacLeod - barnmorska
- Mark Letheren - Daniel
- Sandy McDade - Hannah
- Rosalind Bennett - Eleanor